# Bosco Marengo
Pour les articles homonymes, voir Bosco et Marengo.
Bosco Marengo, prononcé : [ˈbosko maˈreŋɡo], est une commune italienne de la province d'Alexandrie, dans le Piémont.

## Personnalités liées à la commune
- Pie V y est né.
- Michele Bonelli neveu de Pie V, premier comte de Bosco Marengo en 1597. Dominicain, il fait une grande carrière vaticane comme cardinal.
- Tommaso Pio Boggiani (1863-1942), dominicain et cardinal

## Administration
| Période                                  | Période | Identité | Étiquette | Qualité |
| ---------------------------------------- | ------- | -------- | --------- | ------- |
|                                          |         |          |           |         |
| Les données manquantes sont à compléter. |         |          |           |         |

### Hameaux
Donna

### Communes limitrophes
Alessandria del Carretto, Basaluzzo, Casal Cermelli, Fresonara, Frugarolo, Novi Ligure, Pozzolo Formigaro, Predosa, Tortona